# Gerda Steinhoff
Gerda Steinhoff (29 de enero de 1922-4 de julio de 1946) fue una guardiana del Campo de concentración de Stutthof durante la Segunda Guerra Mundial.

## Biografía
Como adolescente, Steinhoff trabajó como empleada doméstica en una granja en Tygenhagen cerca de Danzig. Desde 1939 trabajó como cocinera en Danzig y más tarde se convirtió en conductora de tranvía. Se casó en 1944 y tuvo un hijo. Ese mismo año, debido a la llamada Nazi para nuevos guardias, se unió al personal del campamento en Stutthof. El 1 de octubre de 1944 se convirtió en guardiana en el campamento de mujeres Stutthof SK-III. Allí participó en selecciones de presos para enviarlos a las cámaras de gas. El 31 de octubre de 1944 fue promovida a SS-Oberaufseherin y asignada al subcampo Danzig-Holm. El 1 de diciembre de 1944 fue reasignada al subcampo Bromberg-Ost femenino de Stutthof ubicado en Bydgoszcz, a unos 170 kilómetros al sur de Danzig. Allí, el 25 de enero de 1945, recibió una medalla por su lealtad y servicio al Tercer Reich. Era muy dedicada a su trabajo en los campos y era conocida como una supervisora muy despiadada. Poco antes del final de la Segunda Guerra Mundial, Gerda huyó del campamento y regresó a casa.

## Juicio y ejecución

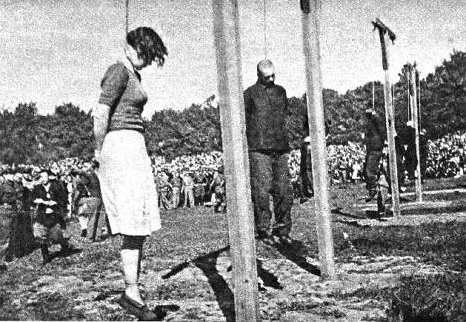
Ejecuciones en Biskupia Górka

El 25 de mayo de 1945 fue arrestada por funcionarios polacos y enviada a prisión. Fue sometida a juicio con otras mujeres de la SS y fue condenada a muerte por su sádico abuso de prisioneros. Fue ahorcada públicamente el 4 de julio de 1946, en el monte Biskupia Gorka, cerca de Gdańsk.